# 紐約黑幫 (書籍)
《紐約黑幫：黑社會的通俗歷史》（英語：The Gangs of New York: An Informal History of the Underworld）是一本由赫伯特·阿斯伯里所寫的美國非虛構書籍，於1927年首次出版。

## 內容
本書講述位於紐約州紐約市的19世紀幫派。詳述了在1920年代禁酒令時期黑手黨的統治前，幫派的崛起和滅亡。

## 改編作品
本書被鬆散地改編成由馬田·史高西斯執導的史詩歷史電影（2002年）。

## 外部連結
- 紐約黑幫的馆藏信息（WorldCat在线联合目录）<
- Comparison of the book and movie at herbertasbury.com